# Ivan Urgant
Ivan Urgant (ryska: Иван Ургант) född 16 april 1978 i Leningrad dåvarande Sovjetunionen är en rysk skådespelare, komiker och TV-personlighet känd som värd för kvällspratshowen Вечерний Ургант ("Kvälls Urgant"), en rysk version av Late Show with David Letterman (jämför svenska Robins).
Ivan Urgant var även värd för Eurovision Song Contest 2009 när finalen hölls i Moskva.
Tillsammans med journalisten Vladimir Posner har Urgant sedan 2008 gjort en lång rad tv-program där de besöker och beskriver olika länder, i början av 2019 de nordiska länderna.[källa behövs]